# Уильямс, Джордж Генри
Джордж Генри Уильямс (26 марта 1823, Нью-Лебанон, Нью-Йорк — 4 апреля 1910, Портленд) — американский государственный и политический деятель. За время карьеры занимал следующие должности: председатель Верховного суда штата Орегон, 32-й генеральный прокурор США, сенатор США от штата Орегон, мэр Портленда.

## Ранняя жизнь
Джордж Генри Уильямс родился 26 марта 1823 года в северной части штата Нью-Йорк, в городе Нью-Лебанон, округ Колумбия. В раннем возрасте его семья переехала в округ Онондага, где он получал образование в государственных и частных школах, включая Академию Помпея. Уильямс изучал право под руководством достопочтенного Дэниела Скотта, сдав экзамен в адвокатуру в 1844 году в возрасте 21 года. В том же году Уильямс переехал на запад и начал заниматься юридической практикой на территории Айовы. После того, как Айова получила статус штата, Уильямс был избран окружным судьей в 1847 году и работал на данной должности вплоть до 1852 года. В 1853 году президент Франклин Пирс назначил Уильямса главным судьей территории Орегона. В 1857 году на конституционном съезде Орегона Уильямс призвал сделать рабство незаконным и выдвинул требование отмены рабства как критерий для получения статуса штата.
В первые годы существования Верховного суда штата Орегон трое судей ездили по округе и выступали в качестве судей первой инстанции в различных делах. Так во время поездок по территории штата Уильямс был председателем составе суда в деле Холмс против Форда, по которому было принято решение об освобождении рабской семьи, поскольку рабство было признанно незаконным на данной территории. В 1857 году он был членом Конституционного съезда Орегона, проходившего до того, как Орегону был присвоен статус штата США. Уильямс оставался в составе суда до 1858 года, когда он принял решение уйти в отставку. Затем он переехал в Портленд, где возобновил юридическую практику.
Уильямс, демократ, поддерживал Стивена Дугласа на президентских выборах 1860 года. Уильямс присутствовал на съезде Союза Орегона 1862 года, выступая против рабства, а также был председателем избирательной комиссии.

## Сенатор США
В 1864 году Уильямс перейдя в республиканскую партию был избран в состав Сената США. Он занимал должность сенатора в период с 1865 года по 1871 год. В 1865 году сенатор Уильямс был назначен в Комитет по финансам и государственным землям и в Объединённый комитет по реконструкции. В 1866 году Уильямс является автором закона о сроках пребывания в должности, принятого Конгрессом в 1867 году несмотря на вето президента Эндрю Джонсона, который ограничивал власть президента в смещении должностных лиц кабинета министров без одобрения Сената США. Этот закон был жизненно важен для республиканской партии, которая спасла офисы назначенных республиканцев по всей территории США. В 1867 году он разработал и поддержал закон о военной реконструкции, принятый Конгрессом США после вето президента Джонсона. В 1868 году Уильямс и его сенаторский коллега Генри У. Корбетт были признаны виновными в процессе об импичменте президента Эндрю Джонсона; Джонсон был оправдан одним голосом. В связи с этим Уильямс потерпел поражение на выборах 1870 года.

## Объединённый Верховный комиссар США
В 1871 году президент Грант назначил Уильямса одним из шести совместных верховных комиссаров США для ведения переговоров по соглашению об урегулировании разногласий между Великобританией и США в Вашингтоне, по делу «Алабамы». Шесть представителей были выбраны для представления британских и канадских интересов, в общей сложности двенадцать Верховных комиссаров. Уильямс был выбран в комиссию США по договору из-за его опыта и карьеры в западной части Северной Америки. Уильямс оказался ценным членом Комиссии США и достойно занимал эту должность. Помимо урегулирования претензий Алабамы к Великобритании за разрешение вооружать корабли Конфедерации в британских портах, на кону стояла северо-западная граница США, проходящая через пролив Росарио. США хотели, чтобы граница проходила через пролив Аро, однако это стало очень спорным вопросом между США, Великобританией и Канадой. Комиссары в результате дискуссий пришли к выводу, что император Германии кайзер Вильгельм I решит вопрос о границе. В свою очередь Уильямс смог убедить комитет в том, что германскому императору необходимо строго толковать договор 1846 года для того, чтобы граница определялась наиболее часто используемым каналом — проливом Аро. Усилиями Уильямса германский император выбрал пролив Аро в качестве северо-западной границы между США и Канадо. Кроме того, США получили острова Сан-Хуан.

## Генеральный прокурор США
В декабре 1871 года президент Улисс Грант назначил Уильямса генеральным прокурором США. Его назначение связано с тем, чтобы удовлетворить требования политиков тихоокеанского побережья для того, чтобы регион был представлен в кабинете министров. Уильямс также был юрисконсультом компании Alaska Improvement Company, акционером которой был Грант. Политика реконструкции юга, проводимая президентом Грантом, работала в основном через министерство юстиции Уильямса при поддержке военного министра Уильяма Белкнапа.
Генеральный прокурор Уильямс продолжал преследовать Ку-клукс-клан вплоть до декабря 1872 года, когда он решил воспринять политику помилования в отношении южных штатов. Министерство юстиции было завалено множеством дел против Ку-клукс-клана, и у него не хватало кадров для эффективного судебного преследования всех из них. Уильямс закончил судебное преследование оставшихся дел Клана весной 1873 года. Он считал, что продолжение судебного преследования было ненужным и был крайне обеспокоен негативной реакцией общественности на судебные преследования. Подавление деятельности Ку-клукс-клана привело к повышению явки афроамериканцев на избирательные участки южных штатов. В результате Грант был переизбран частично из-за того, что за него голосовали чернокожие граждане США.
Во время президентских выборов 1872 года генеральный прокурор Уильямс совершил поездку по южным штатам, отстаивая политику реконструкции юга президента Гранта в публичных выступлениях. Выдающиеся южные города, которые посетил Уильямс и в которых выступал, включали Ричмонд, штат Вирджиния; Саванна, штат Джорджия и Чарльстон, штат Южная Каролина. Благодаря усилиям Уильямса южные штаты перешли на республиканский билет, в том числе Вирджиния, Южная Каролина и Арканзас. Это был последний раз, когда республиканцы одержали победу большинства на Юге после того, как демократическая партия взяла под контроль все южные реконструированные штаты в 1877 году, известные как «твердый Юг».
Когда во время выборов в штате Алабама в 1872 году произошли избирательные споры, в связи с этим демократы и республиканцы обратились к генеральному прокурору США Уильямсу с просьбой об урегулировании. Президент Улисс Грант и Уильямс тщательно консультировались друг с другом при рассмотрении вопроса об урегулировании спорного политического кризиса в Алабаме. 12 декабря 1872 года президент Грант и Джордж Генри Уильямс мирно урегулировали спорные выборы в штате Алабама между демократами и республиканцами, издав пять резолюций губернатору Дэвиду П. Льюису. Губернатор Льюис и республиканский законодательный орган согласились с пятью резолюциями, в которых представители демократической и республиканской партии должны были провести скоординированный подсчет спорных результатов выборов в округе Маренго. Уильямс также потребовал, чтобы палата представителей Алабамы подала в отставку и освободила соответствующие помещение до момента урегулирования спорных результатов выборов.
Во время выборов 1872 года в Луизиане царила политическая неразбериха: две соперничающие фракции боролись за контроль над законодательным собранием штата. Демократ Джон Д. МакЭнери и республиканец Уильям П. Келлог оба утверждали, что выиграли губернаторство. Обе стороны погрязли в обвинениях в фальсификации голосования. 3 декабря генеральный прокурор Уильямс по запросу Келлогга постановил, что президент Грант будет приводить в исполнение любое решение окружных судов США. После того, как несколько счетных комиссий штата не смогли разрешить выборы, судья окружного суда США Эдмунд Х. Даррелл постановил, что Келлог стал победителем на выборах в Луизиане.
В октябре 1873 года каперский корабль под американским флагом «Вирджиния» , тайно принадлежавший кубинским повстанцам во время Кубинской Десятилетней войны, был захвачен испанским военным кораблем. В ноябре в общей сложности 53 члена экипажа, включая американских и британских моряков, были преданы суду и казнены испанским наемником Хуаном Д. Бурриелем в Сантьяго, Куба. 17 декабря 1873 года корабль «Вирджиния» был передан ВМС США в соответствии с соглашением между США и Испанией. В тот же день после расследования, проведенного Министерством юстиции США, генеральный прокурор Уильямс постановил, что корабль был куплен обманным путем и не имел законного права нести американский флаг, однако он утверждал, что испанцы не имели права захватывать его в открытых водах и казнить американских членов экипажа, поскольку только США имели право только на выясняние факта законности регистрации корабля. Решение Уильямса о праве собственности на корабль «Вирджиния» было смесью «притворства, законности и блефа». После проведения переговоров 91 член экипажа был возвращен в Нью-Йорк, а семьям тех американцев, которые были казнены была присуждена компенсация в размере 80 000 долларов от Испании в 1875 году.
Президент Грант вынудил Уильямса уйти в отставку в апреле 1875 года после слухов в Вашингтоне, что жена Уильямса приняла 30 000 долларов в качестве оплаты, чтобы Уильямс прекратил судебный процесс против предполагаемой мошеннической деятельности нью-йоркского коммерческого дома Pratt & Boyd. Также под пристальным вниманием рассматривалась покупка женой Уильямса на государственные деньги дорогого вагона в Вашингтоне, который она оборудовала кучером и лакеем в ливреях. Уильямс также объединил свои личные счета со счетами Министерства юстиции, оплачивая личные чеки государственными деньгами, хотя и производил обратные выплаты.
Один из реформаторов кабинета Гранта, почтмейстер Маршалл Джуэлл, сообщил, что планирует официальное расследование в отношении Министерства юстиции Уильямса.
В свою очередь Уильямс принял решение уйти в отставку. Грант назначил на его место реформатора и известного нью-йоркского юриста Эдвардса Пьерпонта. Пьерпон провел обширное расследование поведения прокуроров и маршалов США в южных штатах, разоблачая мошенничество и коррупцию, и отдал конкретные приказы о реформе, которые были решительно выполнены, очистив Министерство юстиции.

## Более поздняя карьера
В феврале 1876 года Уильямс был частью команды защиты из трех человек, которые защищали Орвилла Э. Бэбкока, военного секретаря президента Гранта на суде над Виски Ринг, проходившем в Сент-Луисе. Бэбкоку было предъявлено обвинение в тайном сговоре и в увольнении следователей. Расследование было начато министром финансов Гранта Бенджамином Х. Бристоу с целью искоренить республиканскую коррупцию. В итоге разбирательства Бэбкок был оправдан.
После ухода в отставку Уильямс отклонил предложение Гранта стать министром США в Испании. Джордж Уильямс агитировал за избрание Резерфорда Б. Хейса президентом в 1876 году. Во время спорных президентских выборов 1876 года Уильямс, теперь частный гражданин, поехал во Флориду, чтобы следить за проведением голосования.
После президентских выборов в США в 1876 году Уильямс вернулся к своей частной юридической практике в Портленде . Уильямс поддерживал избирательное право женщин и движение «народного правительства» штата Орегон.
11 октября 1901 года Епископальная церковь Америки собралась в Сан-Франциско, чтобы решить, могут ли епископальные священники вступать в повторный брак с разведёнными людьми и наказывать членов Епископальной церкви, которые вступили в повторный брак. Бывший генеральный прокурор Уильямс присутствовал на встрече и выступил против всех ограничений епископальной церкви на женатых и разведённых лиц и заявил, что такие вопросы относятся к гражданскому праву, а не к церковному праву.
Уильямс был избран мэром Портленда. Он занимал эту должность в период с 1902 по 1905 год. 4 января 1905 года мэр Уильямс в возрасте 83 лет был обвинен большим жюри в округе Малтном за отказ от исполнения законов, регулирующих азартные игры. Уильямсу было предъявлено обвинение в том, что он не закрыл 13 июля 1904 года игорные заведения, действовавшие в пределах четырёх миль от Портленда. Свидетельские показания начальника полиции Портленда Чарльза Х. Ханта были похожи на обвинительное заключение мэра Уильямса. Уильямс, однако, был оправдан и отбыл остаток своего срока на посту на посту мэра.
28 мая 1905 года мэр Уильямс произнес речь в честь открытия Столетней выставки Льюиса и Кларка. Вице-президент Чарльз У. Фэрбенкс был основным докладчиком, присутствовавшим на церемонии открытия. Президент Теодор Рузвельт официально открыл церемонию нажатием кнопки в Вашингтоне.

## Смерть и погребение
Уильямс умер 4 апреля 1910 года в Портленде и похоронен на кладбище Ривер Вью.

## Браки и семья
Уильямс женился на Кейт Ван Антверпен в Айове в 1850 году, и у них родилась дочь. Он женился во второй раз в 1867 году на Кейт Хьюз Джордж, и пара усыновила двоих детей.

## Историческая репутация
Уильямс был первым членом президентского кабинета, назначенным от штата Орегон, и представлял растущую расширяющуюся Америку. Хотя Уильямс добился определённых успехов в качестве генерального прокурора США, он не был реформатором и был замешан в коррупции во время своего пребывания на федеральном посту. Историк Джин Эдвард Смит, критикующий Уильямса, сказал, что всякий раз, когда его «проверяли на посту генерального прокурора, он терпел поражение».